# 山中大二郎
山中 大二郎（やまなか だいじろう、1月16日 - ）は、日本の男性声優。オフィスCHK所属。愛知県出身。

## 出演作品

### テレビアニメ
- あたしンち（手下A）

### 吹き替え
- 狂人の館（フランクリン）
- JACK（デニス）
- 上海の伯爵夫人（店員）
- 天国へのシュート（ガリンシャ）
- ヒーリングハート～恥骨仁心～（警官）

### ボイスオーバー
- ガールズガイド